# ネパールの経済
ネパールの経済では、ネパール経済の発展と現状を概略的に説明する。

## 概要

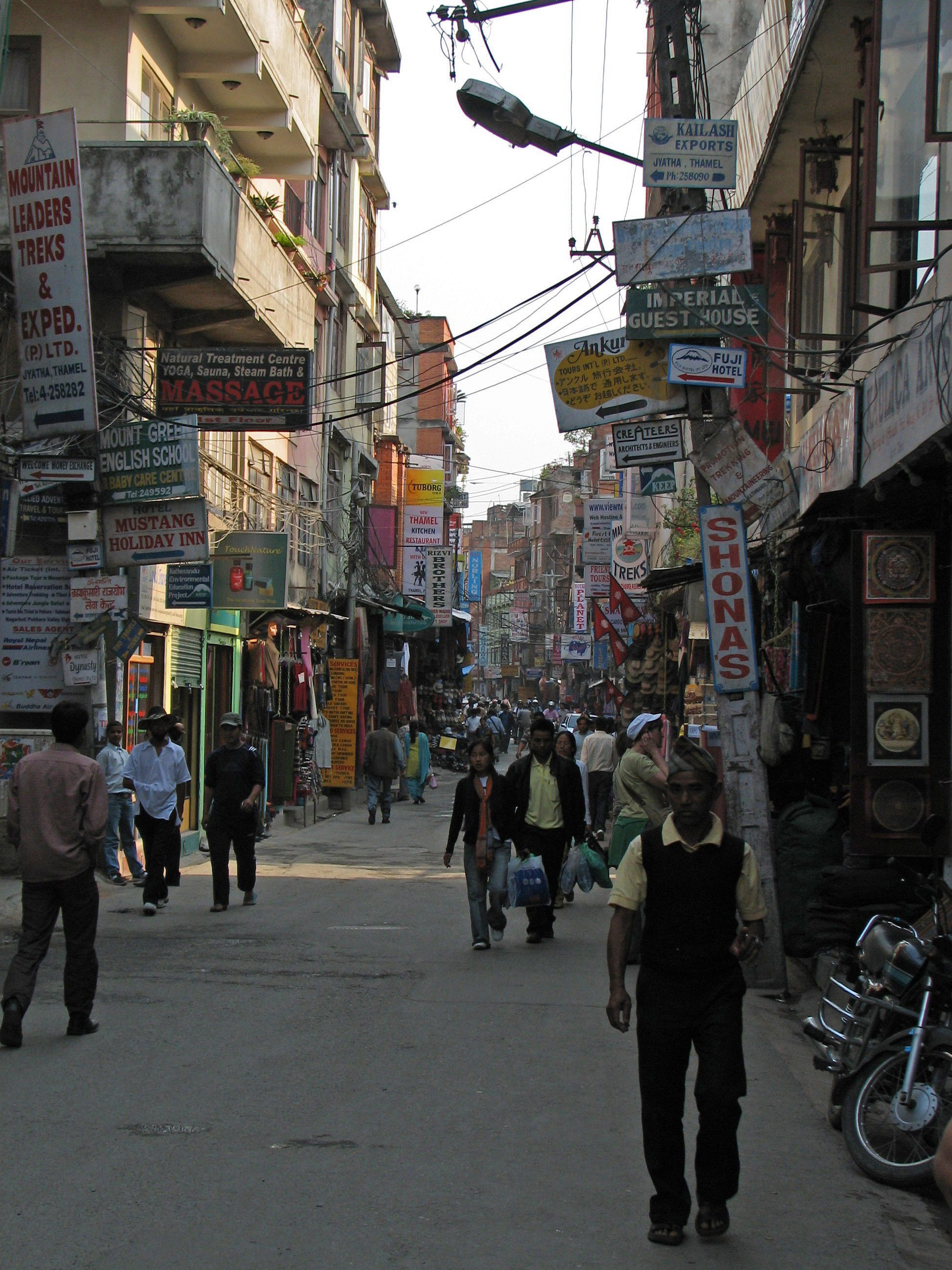
首都カトマンズのストリート

ネパールは、20世紀半ばまで農耕社会が中心で、外の世界から離れていた。
1951年に近代的な時代に入ったが、学校、病院、道路、通信、電力、産業、公共サービス等の社会インフラが殆どなかった。
南にはインド、北は中国（チベット）に挟まれ、海へのアクセス、海外へのアクセスが容易でないネパールは、1950年代から持続可能な経済成長の道を選んだ。それ以来、いくつかの社会改革と経済改革のプログラムを実施している。
経済発展の手段として、5カ年計画の一連を採用、第1次5カ年計画（1956〜61年）は、開発費に5億7600万ネパール・ルピー (NPR) が割り当てられた。
2002年に9回目の経済開発計画を修了、通貨のNPRが転換できるようになった他、5カ年計画内に17の国営企業が民営化された。
ネパールの開発予算の半分以上は諸外国による援助によって構成されている。これまでに、交通、通信施設、農業、および産業分野の発展を最優先の開発課題としてきた。1975年以降、行政の改善と農村分野の開発を強調してきた。
IMFの統計によると、2010年のネパールのGDPは151億ドル（約1兆3000億円）であり、鳥取県の65%程度の経済規模である。

## 農業・貧困問題

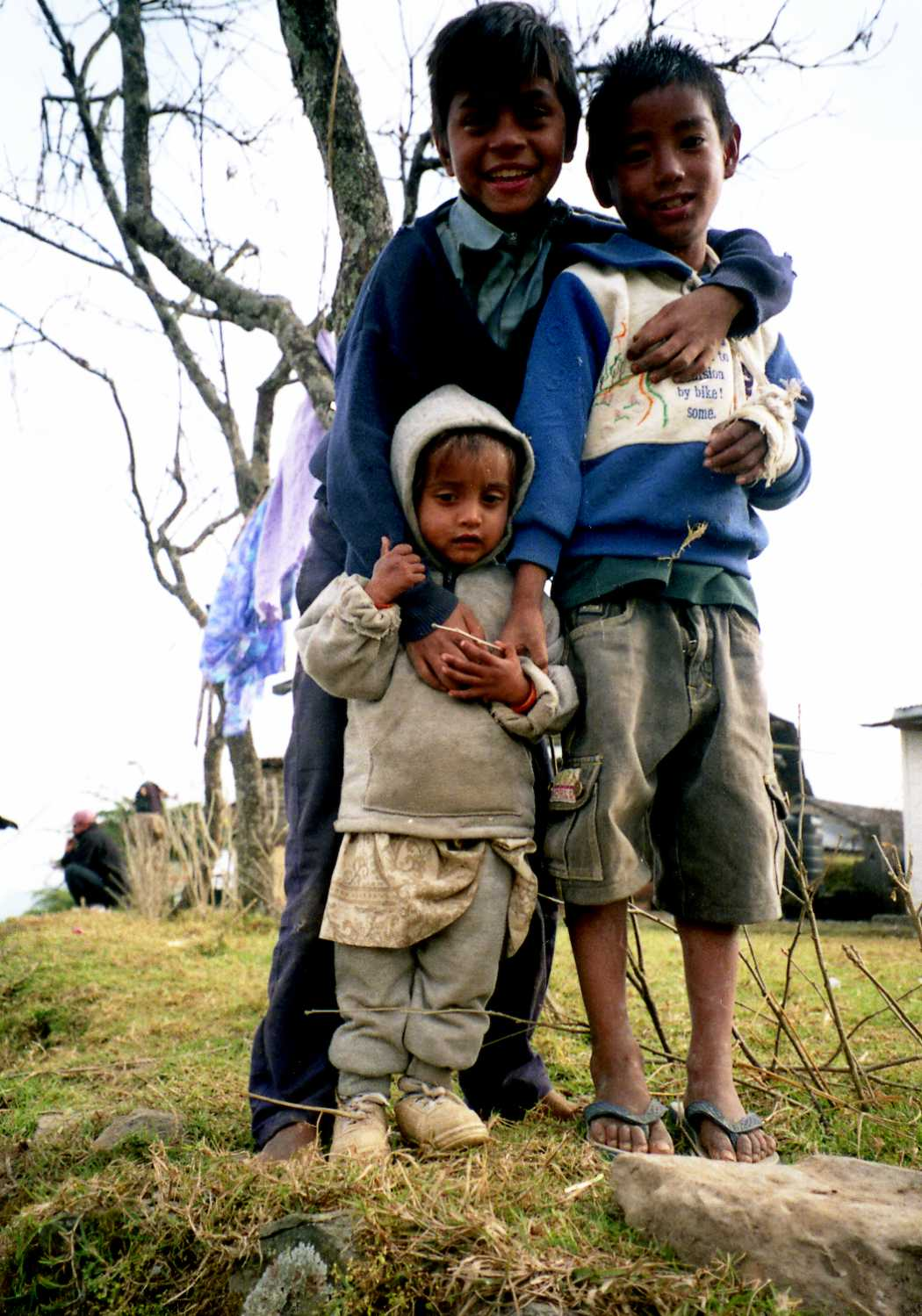
山村の子供たち

ネパールの経済は、農業が主な支えで、人口の80％が農業中心に生活している。GDPの37％は農業活動によるものである。米、小麦、トウモロコシ、ジャガイモ等が、主要な食用作物である。
ネパールの総面積の約20％が耕作可能な土地で、その他33％は森林地帯で、残りの大部分は山岳地帯である。
低地の肥沃な平原地帯のタライ地域は、農業の余剰を生成し、食物欠乏丘陵地帯を供給する。
干ばつや洪水で農作物が阻害を受けている。土地保有者の割合は少なく、国の衛生状態は極めて悪い。
また、人口増加の影響により、食糧危機の状態にある。
ネパールは、2010年の世界飢餓指数（Global Hunger Index, GHI）で84の国の中で最悪の第29位にランクインされ、タンザニアとケニアの間位と
なった。
なお、20点というネパールの現在のスコアは2009年の19.8点に比べて僅かながら悪い状況であるが、1990年の27.5点よりはスコアも優れている。
農家の貧困対策として、日本の企業や国際協力機構の協力で日本の紙幣に使われるミツマタの栽培が行われている。

## 交通・地理事情

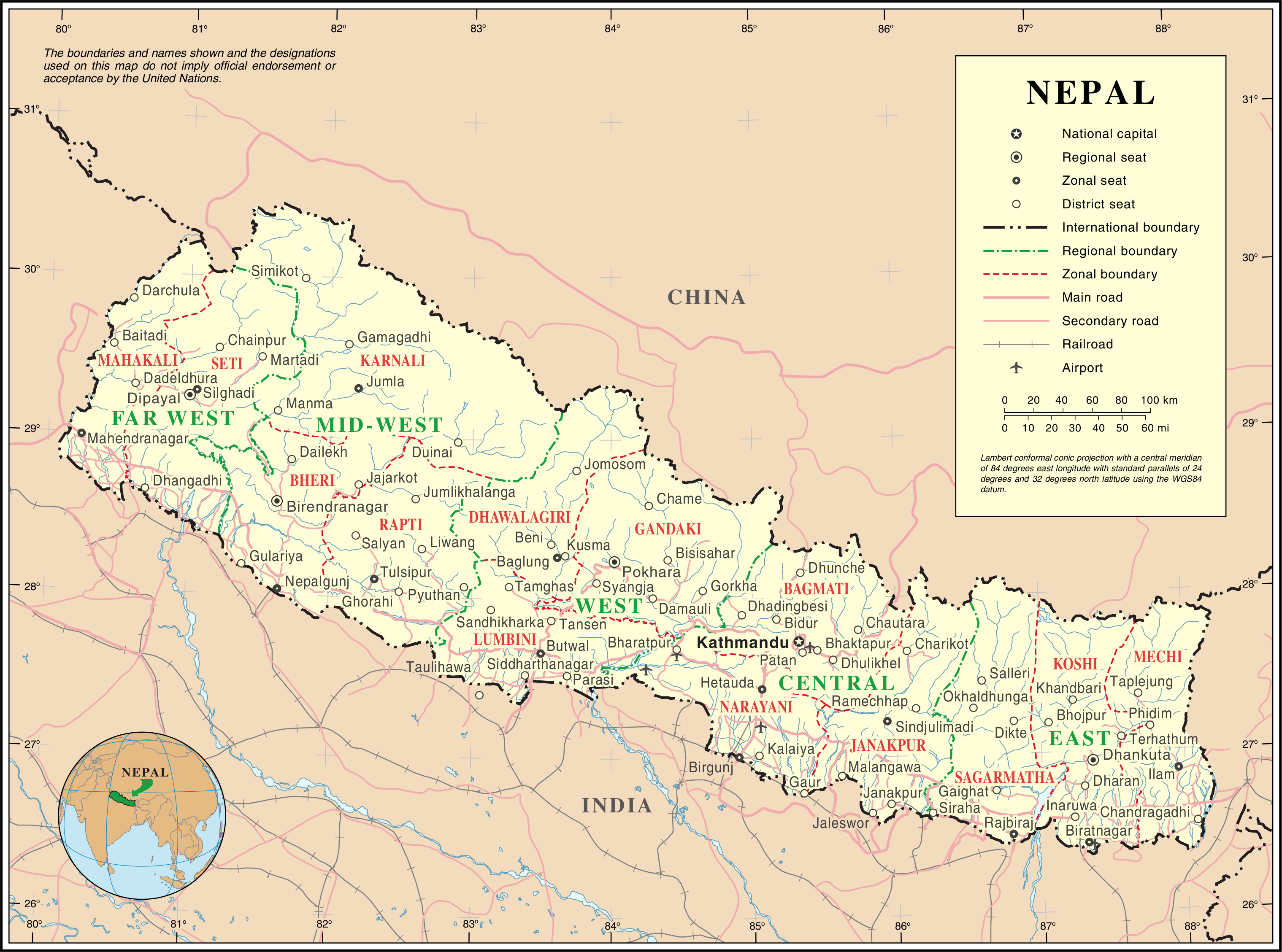
主要な幹線道路と鉄道、空港を示した地図

フラッグキャリアのネパール航空が近隣諸国との間を結んでいる。近年は韓国のインチョンより大韓航空、タイのバンコクよりタイ国際航空、カタールのドーハよりカタール航空が結んでいる。複数の航空会社が国内線に就航しているが、多くの国民はバスなどで移動をしている。なお、鉄道はジャナクプル鉄道を除くと存在しない。
タライ平野は1960年代初めの頃までマラリアの影響で殆ど住めない地帯だったが、肥沃なタライ平野地域で今はマラリアも制御され、最近病気に係ったケースは少ない（マラリア完全撲滅への努力は今も続いている）。インドへの入り口でもあり、首都カトマンズから東西と南へのアクセスとして二つの道路網がある。マヘンドラ・ハイウェイは、国の東西を結ぶ。しかし、道路の整備状態は貧しく、道路幅も非常に短い。
首都カトマンズ盆地への主な交通ルートであるプリトビ・ハイウェイと東西を結ぶマヘンドラ・ハイウェイは、政治不安定の最中度々のゼネストでカトマンズへの燃料や食料品の供給に影響を及ぼす。ネパールは首都カトマンズから国の主要な都市と陸路の無い山間部の町は、電話と航空サービスによって繋がっている。
輸出志向のカーペットや衣服産業は、近年急速に成長し、今は商品輸出の約70％を占めている。

## 貿易と経済成長

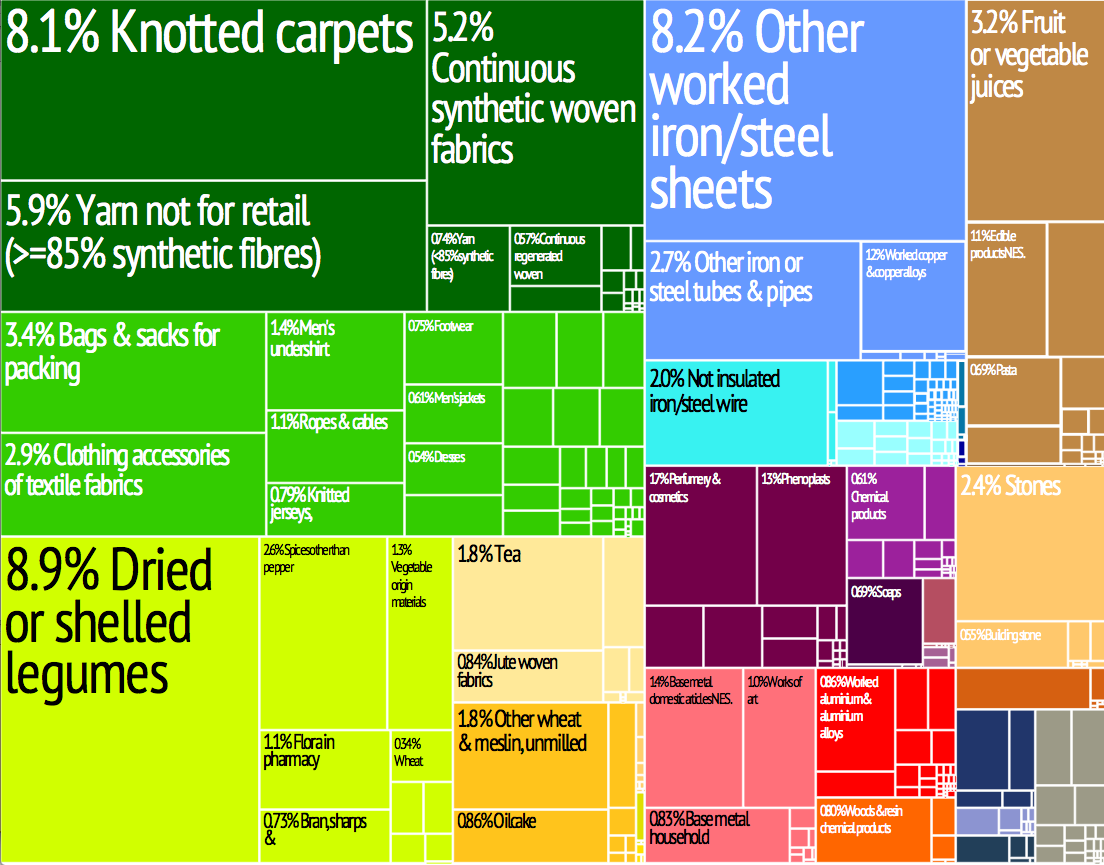
色と面積で示したネパールの輸出品目

ネパールの商品貿易収支は、カーペットや衣類産業の成長で2000年以降やや改善している。
2000～01年度は、輸入（4.5％）に対し、輸出（14％）に増加し、前年度比の貿易赤字を4％削減できた。
ネパールの1999年～2000年度の貿易赤字は7.49億ドル。
東西と南にインドに囲まれるネパールのメインな貿易パートナーはインドである。インドとの貿易は、二国間の1996年二国間貿易の条約の締結以来、急速に上昇し、現在はすべての輸出の43％を占めている。
中国はネパールへの第2位の輸出国であるが、インドとは違って、ネパールの商品の輸入は殆どしていない。
中国はこのように第二の経済大国で在りながらも、ネパールの通貨の安定と金融のバランスに負担をかけている状況である。
ネパールは1998年6月に世界貿易機関 (WTO) への対外貿易体制に貿易覚書を提出、2000年5月の加盟について直接交渉を開始した。ネパールは南アジア地域協力協会 (SAARC) - SAFTAの会員国である。
ネパールの経済成長は、インドの経済成長にも影響を与える南アジアの毎年のモンスーン雨に左右される。モンスーンの欠如は、経済成長に大きな影響を与える。
ネパールの1996年から1999年までの経済成長 (GDP) 率は、平均の4％未満に止まった。GDPは1999年に回復し、6％に上昇したが、2001年に5.5%とGDPは若干落ちた。
支援
観光事業からの収益、強力な輸出実績、および外部の援助によって、全体の収支の状況を改善し、外貨準備の増加に貢献している。
ネパールは、英国、米国、日本、ドイツ、そしてスカンジナビア諸国及びインドから対外援助を受け、これを経済の持続性に繋げている。また、世界銀行、アジア開発銀行、及び国連開発計画などの国際機関からの援助も受けている。

## 福祉・インフラ

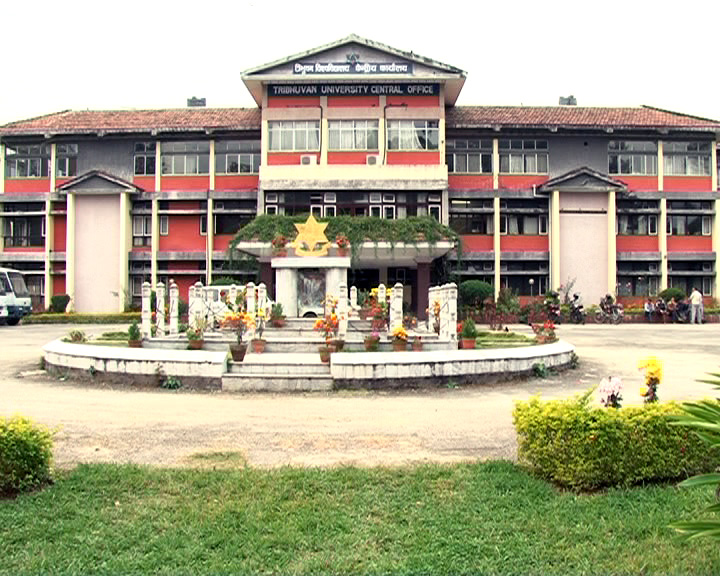
トリブバン大学

社会福祉、インフラ整備においてインド等諸外国のGDPにも依存しており、劇的な進歩は行われていない。
現在は、全国基本教育システムの開発の段階にある。
数少ない大学の一つはトリブバン大学であり、いくつかのキャンパスがある。
首都カトマンズは2008年2月17日のネパール南部の壊滅的なゼネストで燃料不足に陥った。

## 資源開発
ヒマラヤ山脈を利用して水力発電が行われており、ネパールの発電量のほぼ全てを水力発電が占める。しかしその発電量は不足しており、計画停電が行われている。
ネパールは天然資源、観光、水力発電を利用した資源エネルギーや観光業の開発に力を入れているが、資金不足が大きなネックとなっている。
ネパールには世界の10の最も高い山々の内8つの高い山々が聳えている。
その一つに、標高8850メートルの世界一高いエベレスト山（サガルマタ）がある。ネパールの主な民間セクター融資プロジェクトの内、現在稼動中のキムティ・コラ河川（Khimti Khola）水力発電プロジェクト（60 MW）とボーテ・コシ河川水力発電プロジェクト（36 MW）がある。それぞれネパールの中部と東部エリアにある。これらのプロジェクトには、インドの資金と設備も入っているとされる。
ネパールの水力発電プロジェクトの環境影響は、ほとんどない。
水力発電プロジェクトは一つのストレージ型プロジェクトの事例を除いて、全てが"実行時式の川"であるという状況にある。
現在、進行中の輸出向け民間部門のストレージ型、西セティ河川発電プロジェクト（750 MW）がある。
なお、電力購入契約のためのインドとの交渉は、数年前から進められているが、価格と資本の資金調達に関する協定の問題が続いている。
ネパールの電力需要は年間8％-10％を増えている。経済成長が著しいインドとの電力輸出合意が行われとした場合に、ネパールは国内の需要を無視することになる。
ネパールの険しい山の地形は、搾取を困難にしているが、鉱物の調査で、少量の石灰岩、マグネサイト、亜鉛、銅、鉄、マイカ、鉛、コバルトの鉱床が発見された。
天然資源に対する人口圧力が増加している。特にカトマンズ盆地を含む中央の丘陵地帯の人口の過密は、作物、燃料、飼料用とする森林が伐採され、浸食や洪水に繋がっている。

## データ

### 国内総生産 (GDP)
- GDP（購買力平価）:290.4 億ドル （2007年推計）
- GDP（名目為替レート）:96.27億ドル （2007年推計）
- GDP - 実質成長率:2.5% （2007年推計）
- GDP - 一人当たり (PPP):$1,200 （2007年推計）
- GDP - 部門別割合:
  - 農業: 38%
  - 鉱工業: 20%
  - サービス業: 42% （2005年会計年度）

### 国家予算
- 歳入: $11.53億
- 歳出: $19.27億 （2006財政年度）

### 輸出入データ
- 輸出: $8億3000万 f.o.b.;注意 - 記録されていないインドへの輸出は含まず。（2006年）
- 輸出商品: じゅうたん, 衣料, 革製品, ジュート製品, 穀物
- 輸出相手国
  1. インド 67.9%,
  2. アメリカ 11.7%,
  3. ドイツ 4.7% （2006年）
- 輸入:$23. 98 億 f.o.b. （2006年）
- 輸入商品: 金, 機械・装備, 石油製品, 肥料
- 輸入相手国
  1. インド 61.8%,
  2. 中国 3.8%,
  3. インドネシア 3.3% （2006年）
- 経済援助 受給額:$42億7900万 （2005年）
- 対外債務: $30億7000万（2006年3月）

### 労働力
- 労働力人口:1111万人（2006年推計）
  - 特記:熟練労働力は著しく不足している。
- 産業別労働力人口の割合:
  - 農業: 76%
  - 鉱工業: 6%
  - サービス業: 18% （2004年推計）
- 失業率:42% （2004年推計）
- 貧困線以下の人口の割合:30.9% （2004年）

### エネルギー
- 電力生産量:25.11億 kWh （2006年）
- 電力消費:19.6 億 kWh （2006年）
- 電力輸出:1.01億 kWh （2006年）
- 電力輸入:2億6600万 kWh （2006年）
- 石油生産高:0 bbl/1日 （2005年推計）
- 石油消費量:11,550 bbl/1日 （2006年推計）
- 石油輸出量:0 bbl/1日 （2004年）
- 石油輸入量:11,530 bbl/1日 （2006年推計）
- 石油備蓄量:0 bbl （2006年1月1日推計）
- 天然ガス生産量:0 cu m （2005年推計）
- 天然ガス消費量:0 cu m （2005年推計）
- 天然ガス備蓄量:0 cu m （2006年1月1日推計）

### 通貨
- 通貨（コード）: ネパール・ルピー (NPR)
- 為替レート: 日本円/ネパール・ルピー　-　1 JPY = 1.00 NPR（2018年12月）
- 為替レート: 米ドル/ネパール・ルピー  -  1 USD = 71.3667 NPR（2011年7月）, 72.446（2006年）, 72.16（2005年）

### 鉱工業
- 鉱工業生産成長率:2.2% （2005財政年度）

### 家計
- 家計収入の分配（ジニ係数）：47.2 （2004年）
- 消費者物価指数インフレ率:6.4% （2007年推計）